# Lijst van rijksmonumenten in Noordeloos
De plaats Noordeloos telt 15 inschrijvingen in het rijksmonumentenregister. Hieronder een overzicht.
| Object | Oorspronkelijke functie?  | Bouwjaar                     | Architect | Locatie           | Coördinaten?                  | Nr.?   | Afbeelding |
| --- | ------------------------- | ---------------------------- | --------- | ----------------- | ----------------------------- | ------ | --- |
| Boterslootse Molen | Industrie- en poldermolen | 1837                         |           | Grotewaard 1      | 51° 54' 2" NB, 4° 56' 54" OL  | 30640  | Meer afbeeldingen |
| Grote boerderij onder hoog, rieten zadeldak met aan de voorzijde een IJsselstenen puntgevel met vlechtingen en rode strekken boven de vensters, tegenwoordig in gebruik als restaurant De Gieser Wildeman                                                 | Boerderij                 | midden 19e eeuw              |           | Botersloot 1      | 51° 54' 6" NB, 4° 56' 21" OL  | 30641  | Grote boerderij onder hoog, rieten zadeldak met aan de voorzijde een IJsselstenen puntgevel met vlechtingen en rode strekken boven de vensters, tegenwoordig in gebruik als restaurant De Gieser Wildeman                                                 |
| Nederlandse Hervormde Kerk | Kerk en kerkonderdeel     | 15e eeuw                     |           | Kerkstraat 3C     | 51° 54' 17" NB, 4° 56' 29" OL | 30642  | Meer afbeeldingen |
| Fraai geproportioneerd woonhuis van een boerderij van begane-grond met hoog, rieten zadeldak tussen puntgevels met topschoorstenen en met twee dakvensters onder opgewipte dakgedeelten                                                                   | Woonhuis                  | eerste helft 19e eeuw        |           | Noordzijde 52     | 51° 54' 15" NB, 4° 56' 30" OL | 30644  | Fraai geproportioneerd woonhuis van een boerderij van begane-grond met hoog, rieten zadeldak tussen puntgevels met topschoorstenen en met twee dakvensters onder opgewipte dakgedeelten                                                                   |
| Gedeelte van oorspronkelijke boerderij onder rieten dak met boven het rechter deel van de voorgevel een puntgevel met vlechtingen en sierankers | Boerderij                 |                              |           | Noordzijde 54     | 51° 54' 16" NB, 4° 56' 30" OL | 30645  | Meer afbeeldingen |
| Gedeelte van oorspronkelijke boerderij onder rieten dak met puntgevel met vlechtingen | Boerderij                 |                              |           | Noordzijde 53     | 51° 54' 16" NB, 4° 56' 30" OL | 30646  | Meer afbeeldingen |
| Kleine boerderij met rieten zadeldak, aan de voorzijde afgewolfd boven de afgeknotte puntgevel. De stal, gedeeltelijk van hout, ligt onder een dak met het woonhuis. In de voorgevel vensters met kleine roedenverdeling. Rechts een uitgebouwde zijkamer | Boerderij                 |                              |           | Noordzijde 58     | 51° 54' 17" NB, 4° 56' 32" OL | 30647  | Kleine boerderij met rieten zadeldak, aan de voorzijde afgewolfd boven de afgeknotte puntgevel. De stal, gedeeltelijk van hout, ligt onder een dak met het woonhuis. In de voorgevel vensters met kleine roedenverdeling. Rechts een uitgebouwde zijkamer |
| Gave boerderij | Boerderij                 | 1706 (gevelsteentje)         |           | Noordzijde 95     | 51° 54' 23" NB, 4° 57' 3" OL  | 30648  | Meer afbeeldingen |
| Hoge stal, deel uitmakend van een schilderachtige boerderij, waarvan het rieten zadeldak aan de voorzijde door een puntgevel wordt afgesloten | Boerderij                 |                              |           | Noordzijde 120    | 51° 54' 41" NB, 4° 57' 27" OL | 30649  | Meer afbeeldingen |
| Woonhuis, deel uitmakend van een schilderachtige boerderij | Boerderij                 | 1614 (jaartalankers)         |           | Noordzijde 118    | 51° 54' 40" NB, 4° 57' 26" OL | 30650  | Meer afbeeldingen |
| Boerderij met rieten zadeldak, aan de voorzijde afgewolfd. Vormt een geheel met het buurnummer 8a | Boerderij                 | mogelijk 17e eeuw            |           | Overslingeland 8  | 51° 52' 7" NB, 4° 54' 16" OL  | 30651  | Meer afbeeldingen |
| Uitgebouwd gedeelte, onder rieten zadeldak, van een boerderij. Vormt een geheel met het buurnummer 8. | Boerderij                 | mogelijk 17e eeuw            |           | Overslingeland 8A | 51° 52' 7" NB, 4° 54' 16" OL  | 30652  | Meer afbeeldingen |
| Terrein waarin sporen van bewoning | Archeologisch monument    | Bronstijd                    |           |                   | 51° 53' 42" NB, 4° 55' 16" OL | 47123  | Upload foto |
| Huisterp | Archeologisch monument    | Late Middeleeuwen            |           |                   | 51° 53' 13" NB, 4° 58' 11" OL | 47124  | Upload foto |
| Boerderij in oorsprong van het type hallehuis | Boerderij                 | derde kwart negentiende eeuw |           | Botersloot 70     | 51° 54' 43" NB, 4° 57' 44" OL | 515492 | Boerderij in oorsprong van het type hallehuis |